# Gérard Rouzier
Gérard Rouzier est un acteur, metteur en scène, auteur-compositeur, professeur en art dramatique, écrivain et directeur artistique français, né le 3 mars 1955 à Paris,,.
Pratiquant le doublage, il est notamment connu pour être la voix de Van Hohenheim dans la franchise de Fullmetal Alchemist.

## Biographie
De 1991 à 1993, Gérard Rouzier créé avec son épouse des spectacles de marionnettes, qu'il présente dans les hôpitaux et les IMP.
En juillet 1993, il joue le rôle de Jésus dans Lazare d'André Obey, au festival du Théâtre Sacré de Vézelay, mis en scène par Djamel Guesmi.
Plus tard, il anime des ateliers et stages de théâtre ordinaire et sur l'art de dire des textes à caractère spirituel d'autre part. Il dirige notamment la Compagnie du Sablier et anime de nombreux des ateliers et stages de théâtre.
Depuis quelques années, plusieurs de ses créations ont été données avec succès au Festival d'Avignon.
Il anime l'atelier Dire les Éveilleurs (travail sur les auteurs spirituels) à l'Espace Bernanos à Paris, ainsi que des ateliers-théâtre à Versailles.
Il a raconté son parcours dans le livre De la scène à la Cène, paru aux éditions Empreinte.
Il a réalisé quelques tournages pour la télévision, des doublages de films, des narrations de documentaires…

## Théâtre
- Vincent van Gogh, la quête absolue (création, interprétation et mise en scène)
- Charles de Foucauld, le frère universel, (mise en scène de Francesco Agnello)
- Mon Luther (Création, interprétation et mise en scène)
- L'Évangile selon Saint Jean (mise en scène de Pierre Lefebvre)
- Ce matin j'étais lépreux, de Pascale Renaud-Grosbras, (interprétation et mise en scène)
- Un cours de Marcel Jousse en 1932 - Le geste, le verbe et le souffle
- Au nom de la Mère, d'après Erri De Luca, écrivain italien ;

## Filmographie

### Cinéma
- 1979 : La Nuit claire de Marcel Hanoun : Orphée, homme

### Télévision
- 1967-1968 : Le Tribunal de l'impossible de Michel Subiela : Verrier (épisode 1 : La Bête du Gévaudan d'Yves-André Hubert) et Charles IX enfant (épisode 4 : Nostradamus ou Le Prophète en son pays) de Pierre Badel)
- 2011 et 2014 : Plus belle la vie : Gilles Malfroid (saison 7, épisode 213) et Dr Girau[9] (8 épisodes)
- 2014 : Caïn : Vivienne (saison 2, épisode 6 : Mauvais garçon de Benoît d'Aubert)
- 2015 : Mes chers disparus : Fernand (saison 1, épisode 6 : Partir, revenir ? de Stéphane Kappes)
- 2016 : Marseille : le directeur de l'hôpital (saison 1, épisode 8 : La Lutte finale de Thomas Gilou)
- 2016 : Ìnnocente : le commissaire Delorme (3 épisodes)
- 2017 : Le Stagiaire : Georges Semiof (saison 2, épisode 5 : Une histoire d'amour d'Olivier Barma)
- 2017 : Contact : Philippe Dubreuil (saison 2, épisode 6 : Dans les murs d'Elsa Bennett et Hippolyte Dard)

## Doublage

### Cinéma

#### Films
- Seiyō Uchino (en) dans : 
  - Fullmetal Alchemist : La Vengeance de Scar (2022) : Van Hohenheim
  - Fullmetal Alchemist : La dernière alchimie (2022) : Van Hohenheim

- 1993 : La Classe américaine : l'ami de Dino (Akim Tamiroff)
- 2002[10] : The Hard Word : Dale Twentyman, le frère ainé (Guy Pearce)
- 2008 : Animal 2 : le capitaine Ellis (Benz Antoine)
- 2011 : Haute Tension : Bob Vincent (Victor Garber)
- 2016 : Imperium : Dallas Wolf (Tracy Letts)
- 2019 : Une soirée avec Beverly Luff : Kennedy Gordon (John Kerry)
- 2019 : Crypto : Martin Sr. (Kurt Russell)
- 2019 : Mafia Inc. : Frank Paternò (Sergio Castellitto)
- 2019 : Black Widow (nl) : ? (?)
- 2020 : The Judgment : ? (?)
- 2021 : Piège de métal : Vince, l'entraîneur (Samuel Puccio)
- 2021 : The Gateway : Parker (Shea Whigham)
- 2022 : La Route de l'enfer : l'agent Gerick (Morgan Freeman)

#### Films d'animation
- 1979[n 1] : Galaxy Express 999, le film : Albator
- 1981[n 2] : Adieu Galaxy Express 999 : Harlock et le vieil homme
- 1985[n 3] : L'Épée de Kamui : Tenkaï (1er doublage)
- 1986[n 4] : Arion : Poseïdon
- 1987[n 5] : Rob Roy : Rob Roy
- 1991[n 6] : Moonlight : La Pierre de Lune[11] : Léon
- 2001 : Petit Potam, le film : Grand Pa Potam
- 2003[n 7] : RahXephon : Pluralitas Concentio : Ernst Von Bähbem
- 2006 : Brave Story : Lau
- 2007[n 8] : Hokuto no Ken 2 : L'Héritier du Hokuto : Ryaku
- 2007[n 9] : Evangelion: 1.0 You Are (Not) Alone : Gendo Ikari (1er doublage)
- 2012 : Arjun, le prince guerrier : Drona

### Télévision

#### Téléfilms
- 2008 : Blood Camp : Ronnie (Paul DeAngelo)
- 2013 : Sharknado : George (John Heard)
- 2014 : La Créature des Bermudes (Bermuda Tentacles) de Nick Lyon : le président DeSteno (John Savage)
- 2016 : Sharknado: The 4th Awakens : Wilford « Willie » Wexler (Gary Busey)
- 2017 : Sharknado 5: Global Swarming : Steven (Russell Hodgkinson[12])

#### Série télévisée
- 2014-2018 : Z Nation : Steven « Doc » Beck (Russell Hodgkinson) (65 épisodes)

#### Séries d'animation / OAV
- 1941[n 10] : Superman : Clark Kent / Superman (1re voix)
- 1974[n 11] : Willie Boy : M. Morrison, le bandit (épisode 24)
- 1981[n 12] : Cœur : M. Perboni
- 1990 : Chroniques de la Guerre de Lodoss : Ashram
- 1990-1995[n 13] : Hakkenden : le narrateur et Samojiro Aboshi
- 1992 : Christophe Colomb[13] : Christophe Colomb adulte (épisodes 13 à 26)
- 1995-1996[n 14] : Neon Genesis Evangelion : un membre de la Seele (USA)
- 1997-1998 : Petit Potam : Grand Pa Potam
- 1998[n 15] : Trigun : Chapel the Evergreen (épisodes 23 et 24)
- 1999[n 16] : Blue Gender : voix additionnelles
- 2002[n 17] : Overman King Gainer : Asuham Boone
- 2003 : Bobobo-bo Bo-bobo : King (épisode 4)
- 2003-2004[n 17] : Fullmetal Alchemist : Van Hohenheim
- 2006-2007 : Genki, l'aventurier de la chance : Super Zeus
- 2007 : Devil May Cry : J. D. Morrison
- 2007 : Moonlight Mile : Noguchi
- 2008 : Transformers: Animated : Bulkhead (2e voix, épisodes 37 à 42), Blizwing (épisode 39), Omega Supreme (épisode 42), Alpha Trion et Auximondices (saison 3 seulement, succédant à Frédéric Cerdal)
- 2009-2010 : Fullmetal Alchemist: Brotherhood : Van Hohenheim, Dr Knox (1re voix)
- 2011-2024 : Blue Exorcist : Shirō Fujimoto, Kaori Tsubaki et Yaozo Shima
- 2015 : Gate : Au-delà de la porte : l'empereur Molt, Kuwabara (1re voix, saison 1)

#### OAV
- 1989-1990[n 18] : Kojirō : l'empereur Kaos, Ryūhō, Musashi et Jackal
- 1992[n 3] : Macross II : Feff et Exegran (Doublage OAV)
- 1993[n 19] : Kishin Heidan : Goto
- 1993-2000[n 3] : Black Jack : Black Jack (OAV, 1er doublage)
- 1995 : Iczelion : Chaos (OAV)
- 2003-2004[n 8] : Hunter × Hunter : Greed Island : Leorio et Ginn
- 2006-2012[n 7] : Hellsing Ultimate : le Major, Prêtre, Sir Shelby M. Penwood et Alhambra Tubalcain
- 2007[n 7] : Hokuto no Ken : La Légende de Julia[14] : Ryaku

### Direction artistique
- 2014-2018 : Girlfriends' Guide to Divorce (codirection avec Charles Mendiant et Jay Walker[15])